# Louise von Knorring
Louise (Lovisa) Emerentia von Knorring, född Lagerheim den 18 februari 1819 i Sankt Nikolai församling, Stockholms stad, död 23 mars 1905 i Hedvig Eleonora församling, Stockholms stad, var en svensk stiftsjungfru, tecknare, pianist och sångerska. 

## Biografi
Louise von Knorring var dotter till justitierådet Olof Johan Weidman (adlad Lagerheim) och Emerentia Frigell och från 1847 gift med kanslirådet Jacob Henrik Edvard von Knorring (död 1892). Hon medverkade i Konstakademiens utställning 1838 med en kopia efter Scheffer i svartkrita. Hon var representerad vid Föreningen Svenska Konstnärinnor på Konstakademien 1911 och i Konstnärsringens utställning Konstnärsporträtt på Konstakademien i Stockholm med ett porträtt av Jenny Lind 1920. Knorring är representerad vid Nationalmuseum i Stockholm med ett par tecknade porträtt. Hon blev associé vid Musikaliska akademien 1866.